# Epicaste, hija de Calidón
En la mitología griega, Epicasta o Epicaste (Ἐπικάστη) es una hija de Calidón y Eolia. Se casó con su primo Agenor hijo de Pleurón y tuvo como hijos a Portaón y Demonice, aunque algunos añaden también a Testio. Acaso sea el mismo personaje que Policasta la de hermosa cabellera, dada en matrimonio para el violento Eléctor. Policasta aparece en el Catálogo de mujeres pero el fragmento aparece demasiado mutilado para confirmarlo definitivamenete; no obstante la genealogía reconstruida pertenece a la estirpe del Agenor etolio, antes citado. 